# مارینا دی جاکومو
مارینا دی جاکومو (ایتالیایی: Marina di Giacomo؛ زادهٔ ۱ ژانویهٔ ۱۹۷۶) بازیکن هاکی روی چمن اهل آرژانتین است.